# Altiportul Courchevel

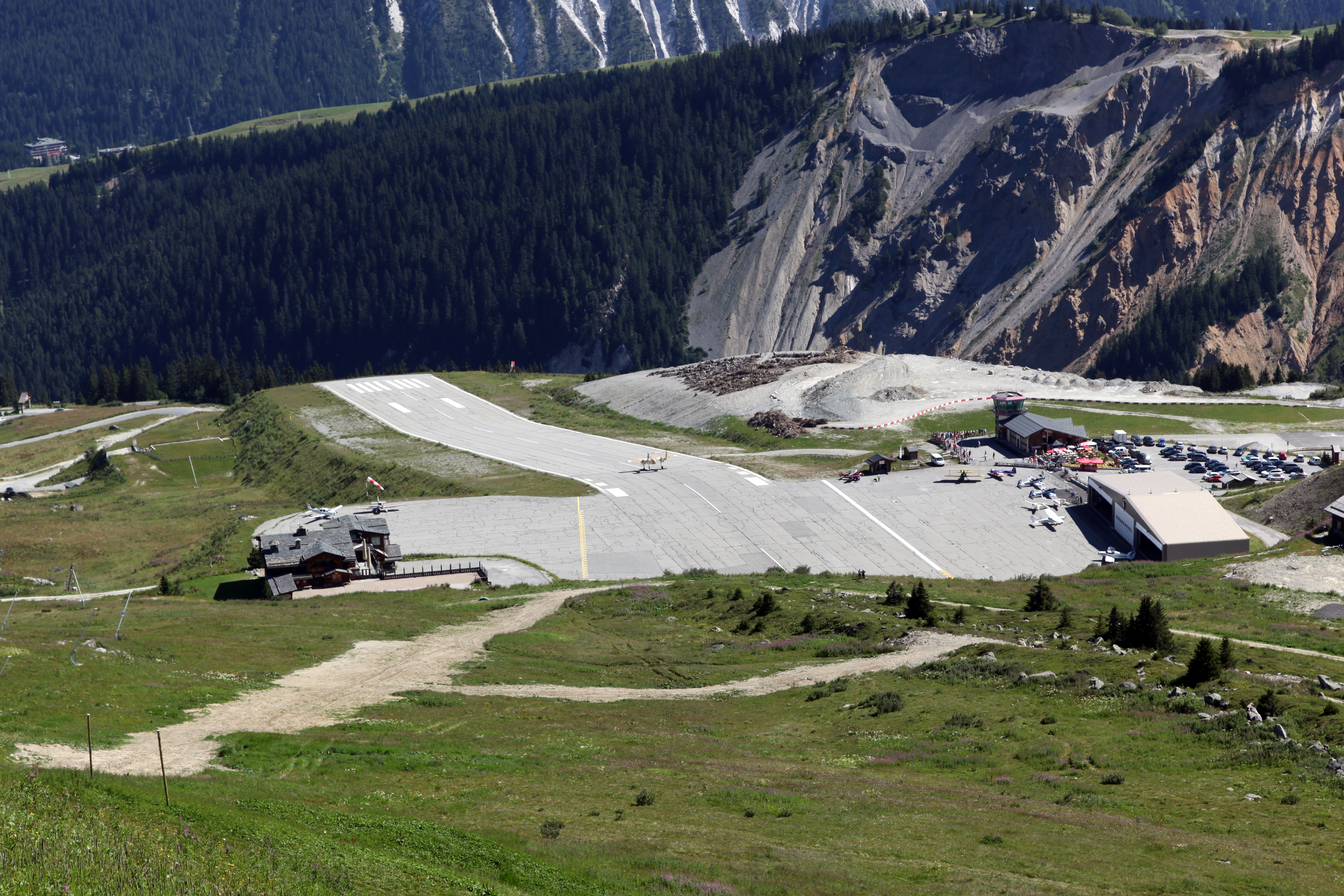
Altiportul Courchevel

Altiportul Courchevel (în franceză Altiport de Courchevel) (IATA: CVF, ICAO: LFLJ) este un altiport care deservește Courchevel, o stațiune de schi din Alpii francezi. Aerodromul are o pistă foarte scurtă, de doar 537 metri (1.762 ft), cu o pantă de 18,6%. Nu există o procedură de ratare a aterizării pentru acest aeroport din cauza reliefului muntos. Aerodromul este utilizat în principal de aeronave cu aripă fixă mici, precum Cessna, dar și elicoptere. Pista nu are nici procedura de apropiere instrumentală și nu este iluminată, așadar aterizarea în condiții de ceață și/sau nori joși este nesigură și aproape imposibilă.
Aeroportul este considerat periculos, deoarece este necesară o apropiere dificilă, o pistă ascendentă și pârtii de schi în zona adiacentă. Emisiunea Most Extreme Airports (Cele Mai Extreme Aeroporturi), difuzată de History Channel, poziționează acest aeroport ca al șaptelea cel mai extrem din lume.

## Serviciul comercial
În anii 1980, Tyrolean Airways a deservit Courchevel folosind aeronave Dash-7 STOL, cu o capacitate de 50 de pasageri. Mai recent, aeronave turbopropulsate  De Havilland Canada DHC-6 Twin Otter și DHC-7 Dash 7 au deservit aeroportul. 